# Cheyenne Records
Cheyenne Records ist ein Plattenlabel, bei dem hauptsächlich Bands der Castingshow Popstars vertreten sind.

## Geschichte
Neben den Castingshow-Bands sind auch einige Country-Künstler auf dem Label vertreten. Geschäftsführer des Labels ist Holger Roost-Macias, Gründer und früherer Geschäftsführer der Produktionsfirma Tresor TV, welche die Popstars-Shows produzierte.
2014 wurde das Label mit der Tresor Entertainment GmbH (seit 2017 La Tresor Kreativhandel GmbH) verschmolzen, deren Geschäftsführer ebenfalls Roost-Macias ist.
Für die Veröffentlichung und Vermarktung der Popstars-Bands bei ProSieben wurde neben Cheyenne Records auch das Label Starwatch Music (LC 14216, Sublabel von Warner Music, Teil von Seven.One Starwatch) genutzt.
Im November 2020 wurde der gesamte Katalog von Cheyenne Records durch BMG Rights Management übernommen. Damit sind viele Musiktitel, welche wegen auslaufender Lizenzen etwa fünf Jahre zuvor bei Streamingdiensten verschwanden, durch neue Lizenzierungen von BMG wieder verfügbar.

## Künstler
Castingshow-Bands:
- No Angels
- Bro’Sis
- Overground
- Preluders
- Nu Pagadi
- Monrose
- Room2012
- Queensberry
- Some & Any
- LaVive

Castingstars (Solo-Veröffentlichungen):
- Doreen, Sängerin bei Nu Pagadi
- Jess, Sängerin bei No Angels
- Pierre, Gewinner der Castingshow Teenstar
- Sandy, Sängerin bei No Angels
- Vany, Sängerin bei No Angels

Weitere:
- 3rd Wish
- Christofield
- Daisy Dee
- Jeannie Seely
- n.A.T.o.
- Sherry Black
- Sugarbush